# Арсе Катакора, Луис
Луи́с Альбе́рто А́рсе Катако́ра (исп. Luis Alberto Arce Catacora; род. 28 сентября 1963, Ла-Пас, Республика Боливия) — боливийский политик и экономист. Президент Боливии с 8 ноября 2020 года.

## Биография
Родился в семье профессоров. Окончил школу в 1980 году. Продолжил образование, поступив в Институт банковского образования, который окончил в 1984 году по специальности «бухгалтер».
В 1986 году поступил на экономический факультет Университета Сан-Андрес (UMSA, Боливия), окончил его, получив степень экономиста в 1991. В период с 1996 по 1997 год учился в Университете Уорика в британском городе Ковентри, где получил степень магистра экономических наук.
С 1987 года почти 20 лет работал в Центральном банке Боливии, где прошёл путь от специалиста по анализу рынка отдела международных финансов до начальника отдела международных операций.
В 2006 году был назначен министром финансов в первом правительстве Эво Моралеса (отвечал за программу развития внешнего финансирования), а три года спустя, в 2009 году, стал министром экономики и государственных финансов. Некоторые влиятельные СМИ, такие как The Wall Street Journal, считают его «архитектором экономического возрождения Боливии».
Читал лекции во многих университетах Европы, Северной Америки и Латинской Америки, включая Колумбийский университет, Джорджтаунский университет, Американский университет, Питтсбургский университет, Гарвардский университет, Чикагский университет и Университет Буэнос-Айреса.
Как министр экономики был признан как на национальном и международном уровне в качестве главного архитектора экономического роста, достигнутого страной в период 2006—2019 годов, в течение которого ВВП Боливии вырос на 343 %, с 9573 до 42401 млн долл. чуть более чем за десятилетие, что особо отмечалось международными организациями, таких как Всемирный банк, МВФ (МВФ) и Экономической комиссией ООН для Латинской Америки и Карибского бассейна (ЭКЛАК).
Среди предпринятых Луисом Арсе основных мер, которые способствовали экономическому развитию Боливии, были стимулирование внутреннего рынка, стабильность обменного курса (что привело к заметному росту золотовалютных резервов) и политика национализации природных ресурсов, включённые в долгосрочные планы социального развития общества. Курировал национализацию углеводородных, телекоммуникационных и горнодобывающих компаний в стране, а также создание банка Юга. Установил тарифы на электроэнергию в городах чуть выше, чем в сельской местности, что выгодно последней и привело к ускоренному развитию сельской местности. Установил ежегодный рост заработной платы выше уровня инфляции, что привело к росту покупательной способности населения. Активно способствовал принятию законов о государственных инвестициях в социальную сферу, направленных, в частности, на улучшение образования и здравоохранения. Также принял закон о субсидиях детям и подросткам, обучающимся в государственных школах, также субсидиях беременным и женщинам с детьми до двух лет, а также для пожилых людей в возрасте от 60 лет, не получающих государственных пенсий. Выступал за финансирование программы механизации сельского хозяйства, в рамках которой индейцам-крестьянам выдавались трактора. Боливия смогла заметно снизить уровень бедности населения с 38,2 % до 15,2 %, согласно отчётам Программе развития ООН и ЭКЛАК. В 2018 году в Боливии была зафиксирована инфляция 1,51 %, самая низкая с 2009 года.
Покинул свой пост в 2017 году из-за проблем со здоровьем, но в январе 2019 года был повторно назначен.
10 ноября 2019 года подал в отставку вместе с президентом Э. Моралесом и другими министрами, в целях обеспечения безопасности после антиправительственных протестов октября-ноября 2019 года находился в посольстве Мексики и покинул страну 6 декабря. Находился сначала в Мексике, потом в Аргентине.
19 января 2020 года он был выдвинут кандидатом в президенты на всеобщих выборах 2020 года от партии «Движение к социализму» в тандеме с Давидом Чокеуанкой Сеспедесом в качестве кандидата на пост вице-президента.
Одержал убедительную победу на прошедших 18 октября 2020 года президентских выборах (более 52,4 % голосов, против 31,5 % у главного оппонента Карлоса Месы).
Восстановил отношения с венесуэльским правительством Николаса Мадуро, проигнорировав Хуана Гуайдо и возобновил отношения с Ираном. Он также восстановил визовый режим для США и Израиля, приостановленный правительством Жанин Аньес. Одновременно объявил, что Боливия возобновит своё участие в группах Боливарианского альянса народов Америки (ALBA), сообщества латиноамериканских и карибских государств (CELAC) и Союза южноамериканских наций (UNASUR), также прекращённых правительством Жанин Аньес.
30 декабря 2020 года правительство Луиса Арсе подписало контракт с правительством России на закупку 5,2 миллиона доз российской вакцины Спутник V с целью прививки 2,6 миллиона граждан страны для профилактики коронавирусной инфекции COVID-19 (состоящий из двух доз на человека). Общая стоимость закупки составила 49,4 миллиона долларов, при этом цена каждой вакцины составляла 9,5 долларов на человека. Л. Арсе отметил, что вакцины будут полностью бесплатными для всего населения Боливии. Учитывая сомнения, вопросы и критику вакцины со стороны некоторых слоев общества, правительство указало, что применение вакцины будет добровольным решением каждого человека и не будет обязательным.
Его предки были героями войны за независимость 1810—1826 годов. Является почётным доктором Университета Сан-Андрес и частного Университета Франца Тамайо.